# Tuliszków (gmina)
Tuliszków [tuˈliʂkuf] est une commune urbaine-rurale de la voïvodie de Grande-Pologne et du powiat de Turek. Elle s'étend sur 149,4 km2 et comptait 10 526 habitants en 2010.

## Géographie
| - Plan de la gmina de Tuliszków. - Situation de la gmina dans le powiat de Turek. |